# 潜行掘鑿器
潜行掘鑿器（せんこうくっさくき）は、大日本帝国陸軍が試作した工兵車両。「SK器」とも呼ばれる。

## 概要
トーチカなどの敵陣地の攻略に用いるために考案された車両であり、察知されることなく敵陣地に接近する手段として、車体の下部を土中に潜行させつつ進む方式を採用している。
車体の前面に微振動させることが可能な鋤が装着されており、これを用いて前進と同時に車体を潜行させる壕を掘り進める。この鋤は角度調節が可能な他、掘鑿深度を一定に保つための案内ローラーが備えられている。形成する壕は車体の大半を隠すことが可能で、地表面からの深さと掘鑿時に押しのけられ盛り上がった土の高さを合わせて、深さは計1 mほどに達した。走行装置は後輪を起動輪とする装軌式で、履帯には掘鑿に必要な付着力を得るために防滑具が取り付けられている。また、土の抵抗を減らすために車体幅は1.8 mに抑えられている。
1934年（昭和9年）に1輌が試作され、1936年（昭和11年）2月の時点で八柱演習場にて掘鑿に関する基礎試験が行われていた。その後、新たにカッター円板を掘鑿に用いる坑道掘進機（試IC-2号機）が試作された他、1940年代にも第4陸軍技術研究所にて、掘鑿手段を回転歯とした同種の車両（潜行掘鑿車とも呼ばれる）が研究されていたともされる。また、車体前面に備えた突角状の堀開具を用いて散兵壕を構築する試製堀進車も「潜行作業機」と呼称されることがあった。こちらは1938年（昭和13年）度の北満冬季試験などで試験が行われたが、試作のみに終わっている。